# Hungduan
Hungduan (Bayan ng Hungduan) är en kommun i Filippinerna. Kommunen ligger på ön Luzon, och tillhör provinsen Ifugao. Folkmängden uppgår till 9 380 invånare.
Hungduan är indelat i 9 barangayer.